# Município de Sheffield (condado de Lorain, Ohio)
O município de Sheffield (em inglês: Sheffield Township) é um município localizado no condado de Lorain no estado estadounidense de Ohio. No ano de 2010 tinha uma população de 3.720 habitantes e uma densidade populacional de 594,25 pessoas por km².

## Geografia
O município de Sheffield encontra-se localizado nas coordenadas 41° 25′ 22″ N, 82° 09′ 01″ O. Segundo o Departamento do Censo dos Estados Unidos, o município tem uma superfície total de 6.26 km², da qual 6,2 km² correspondem a terra firme e (0,95 %) 0,06 km² é água.

## Demografia
Segundo o censo de 2010, tinha 3.720 habitantes residindo no município de Sheffield. A densidade populacional era de 594,25 hab./km². Dos 3.720 habitantes, o município de Sheffield estava composto pelo 76,16 % brancos, o 10,35 % eram afroamericanos, o 0,46 % eram amerindios, o 0,3 % eram asiáticos, o 7,72 % eram de outras raças e o 5,03 % eram de uma mistura de raças. Do total da população o 18,87 % eram hispanos ou latinos de qualquer raça.